# Spinatimonomma doriae
Spinatimonomma doriae es una especie de coleóptero de la familia Monommatidae.

## Distribución geográfica
Habita en Sarawak (Malasia).